# Битка за Сарагари
Битка за Сарагари се водила пре Тираховог похода 12. септембра 1897. између Британског индијског царства и авганистанских племена.
Догодила се у провинцији Северозападна граница (данас Хајбер-Пахтунва, Пакистан). 21 сикска војника борила се у име британске индијске војске против 10.000 припадника Паштун Оракзаи племена. Британски индијски контингент састојао се од 21 војника, који су били стационирани на војном месту и напало их је 1.000 до 1.500 авганистанских побуњеника. Сики су одлучили да се боре до смрти, у ономе што неки војни историчари сматрају једним од највећих историјских последњих одбрана.  Два дана касније Сарагари је поново заузео други британски индијски контингент. Четврти батаљон Сикског пука индијске војске обележава битку сваке године 12. септембра, као Дан Сарагарија.

## Дан Сарагарија
Дан Сарагарија је дан сикских војних комеморација који се сваке године обележава 12. септембра у знак сећања на Сарагаријску битку. Сикско војно особље и цивили сваке године се сећају битке широм света. Све јединице Сикског пука сваке године славе Дан Сарагарија као Дан пука.

## Поређење са Tермопилама
Битка се често упоређивала са битком код Термопила, где се мала грчка сила суочила са великом персијском војском под Ксерксом I 480. године пре нове ере. У оба случаја, мала одбрамбена сила суочила се са огромном силом, борила се за последњег човека и нанела изузетно несразмеран број смртних случајева нападачкој снази.